# Suanita
La suanita és un mineral de la classe dels borats. Rep el seu nom del districte de Suan, a Corea del Nord.

## Característiques
La suanita és un borat de fórmula química Mg₂[B₂O₅]. Cristal·litza en el sistema monoclínic. Es troba en forma d'agregats prismàtics prims a fibrosos, allargats al llarg de [010]. La seva duresa a l'escala de Mohs és 5,5.
Segons la classificació de Nickel-Strunz, la suanita pertany a «06.B - Neso-diborats amb triangles dobles B₂(O,OH)₅; 2(2D); 2(2D) + OH, etc.» juntament amb els següents minerals: clinokurchatovita, kurchatovita, sussexita, szaibelyita i wiserita.

## Formació i jaciments
Es troba en un dipòsit hidrotermal de bor metasomàtic de contacte en skarn de diòpsid-clinohumita-dolomita-calcita. Sol trobar-se associada a altres minerals com: kotoïta, sakhaïta, ludwigita, szaibelyita, clinohumita, forsterita, apatita, espinel·la i calcita. Va ser descoberta l'any 1953 a la mina Hol Kol, a Suan-gun (Corea del Nord).